# NETセルビソス
NETセルビソス（Net Serviços de Comunicação S/A）はラテンアメリカ最大のケーブルテレビ事業会社である。本社をサンパウロにおいている。

## 概要
NETセルビソスは、ブラジル最大のテレビ局であるヘジ・グローボを経営していたロベルト・マリーニョ（en）によって、1991年に創設された。2005年3月、メキシコの通信事業者であるテルメックスの子会社であるエンブラテルが5.7億レアルを支払うことによって、NETの株式を取得した。
2009年6月までにNETは350万人のケーブルテレビの顧客を保有しており、インターネット事業でもNet Virtuaによって260万人、Net Fone via Embratelというエンブラテルのインターネット事業によって230万人の顧客を獲得している。